# 34-es főút
34-es főút (ungarisch für ‚Hauptstraße 34‘) ist eine ungarische Hauptstraße. Sie zweigt in Tiszafüred in südlicher Richtung von der 33-as főút ab und führt über Kunmadaras sowie weiter in südwestlicher Richtung nach Kunhegyes sowie nach Fegyvernek, wo sie an der 4-es főút endet.
Die Gesamtlänge der Straße beträgt 54,5 Kilometer.